# Cynanchum analamazaotrense
Cynanchum analamazaotrense är en oleanderväxtart som beskrevs av Choux. Cynanchum analamazaotrense ingår i släktet Cynanchum och familjen oleanderväxter. Inga underarter finns listade i Catalogue of Life.